# Elimia cahawbensis
Elimia cahawbensis är en snäckart som först beskrevs av I. Lea 1861.  Elimia cahawbensis ingår i släktet Elimia och familjen Pleuroceridae. IUCN kategoriserar arten globalt som livskraftig.

## Underarter
Arten delas in i följande underarter:
- E. c. cahawbensis
- E. c. fraterna

## Bildgalleri

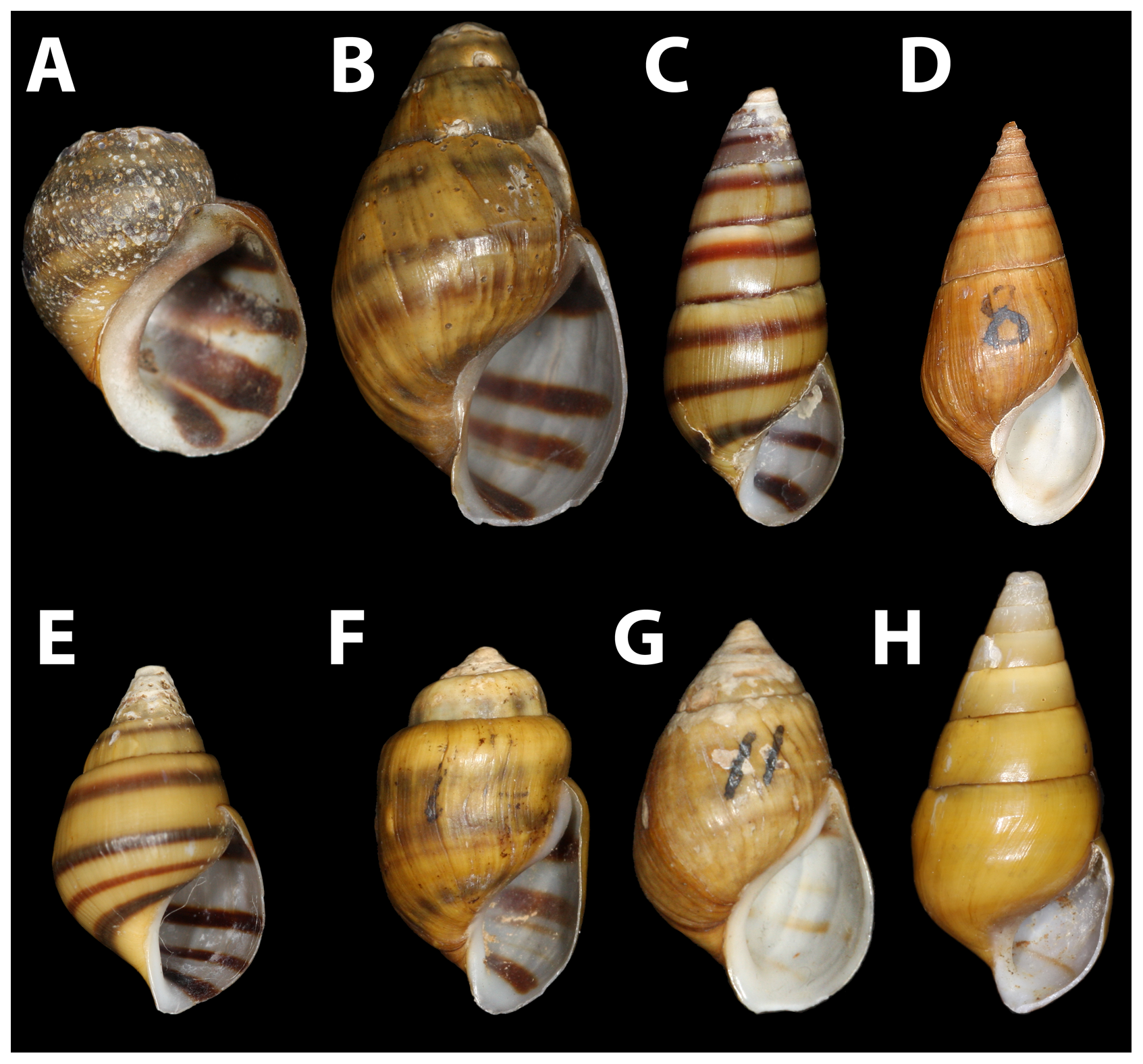